# Hardcore dancing
L'hardcore dancing indica una serie di balli che si praticano durante i concerti punk e hardcore. L'hardcore dancing si è diffuso nella scena hardcore degli Stati Uniti orientali, in particolare in New Jersey, New York, Boston e Florida. Una pratica diffusa è creare durante le esibizioni un cerchio hardcore (circlepit): simile al cerchio mosh (moshpit), consiste nel muoversi in cerchio a tempo di musica, formando un vuoto tra il pubblico, per poi urtarsi a vicenda in modo controllato ma violento. Questa pratica avviene di solito nei momenti in cui la musica subisce un rallentamento.

## Storia
Lo stile di ballo divenne popolare attorno agli anni novanta. Artisti che resero famosa questa pratica furono i primi Earth Crisis e i Biohazard.
I Sick of it All, band di New York, diffuse un video how-to su come ballare la loro musica incluso nel video clip "Step Down". Anche il video clip degli AFI, nel pezzo "The Leaving Song Pt. II" si dà una descrizione della cultura hardcore e Straight Edge, famosa per l'Hardcore Dancing. A Day to Remember è un altro video clip un cui tale pratica è rappresentata (vi è Ron Jeremy che mostra in movimenti in qualità di istruttore di arti marziali).

## Tipologie

### 2-Step
Il 2-step è il movimento eseguito dagli hardcore dancers in cui a ritmo del rullante della batteria si esegue il dondolio delle gambe su loro stesse. Il 2-Step varia nei diversi tipi di musica e alcune varianti prevedono il floorpunching, il windmilling o il kicking backwards.
Gli hardcore dancers si sforzano per ottenere il loro 2-Step personale, spingendosi ai limiti dell'equilibrio. Uno stile può consistere nello sferrare dei pugni attorno al corpo a tempo con le gambe. Un altro stile è alzare un braccio mentre l'altro tocca il terreno, alternatamente. Vari dancers mescolano i vari stili di 2-Step e usano vari stili nel muovere le gambe. Quasi tutti effettuano due movimenti consecutivi in cui accavallano le gambe disegnando un 8 sul terreno, in modo da trovarsi nella posizione iniziale ogni 2 passi (da cui il termine). Questo passo è l'abilità più grande di un hardcore dancer.

### Calci volanti e rotanti
Gli hardcore dancers spesso effettuano dei passi che ricordano le arti marziali. Calci volanti, calci rotanti, calci doppi e variazioni di questi non sono rari nei balli.
I dancers fanno spesso stage diving e se non controllati possono essere molto violenti.

### Mulino a vento (Windmill)
Il windmill consiste nel ruotare velocemente le braccia su un piano verticale, come i bracci di un mulino a vento. Una variante è ruotare solo i gomiti raccogliendo le braccia, ruotare un solo braccio, anche in orizzontale o battersi il petto.

### Penny picking (Floorpunching)
Il floorpunch è il movimento per cui il dancer scaraventa i polsi verso terra, senza contatto, alternatamente, come se raccogliesse un oggetto. Non è molto diffusa, ed è per lo più una tecnica oldschool.

### Hate moshingocrowd killing
L'hate moshing consiste nel coinvolgere uno spettatore del ballo nella folla dei dancers. La mossa più comune è il tagliaerbe, spesso usato per creare uno spazio nella folla. Non è raro che alcuni dancers si facciano spazio con movimenti violenti e senza esclusione di contatto verso le persone da allontanare.